# Orlando (filme)
Orlando (bra: Orlando - A Mulher Imortal; prt: Orlando) é um filme russo-batavo-franco-ítalo-britânico de 1992, do gênero drama romântico, dirigido por Sally Potter, com roteiro baseado na obra de Virginia Woolf Orlando: A Biography.
Orlando foi indicado ao Oscar de direção de arte (Ben Van Os, Jan Roelfs) e figurino. O filme também foi indicado para o Independent Spirit Awards de 1994 de Melhor Filme Estrangeiro.
Orlando foi relançado pela Sony Pictures Classics nos cinemas a partir de 6 de agosto de 2010.

## Elenco
- Tilda Swinton como Orlando
- Quentin Crisp como Elizabeth 1.ª
- Jimmy Somerville como Falsetto/Anjo
- John Wood como arquiduque Harry
- John Bott como pai de Orlando
- Elaine Banham como mãe de Orlando
- Anna Farnworth como Clorinda
- Sara Mair-Thomas como Favilla
- Anna Healy como Eufrosina
- Dudley Sutton como Jaime 1.º
- Simon Russell Beale como conde de Moray
- Matthew Sim como Lord Francis Vere
- Charlotte Valandrey como princesa Sasha
- Toby Stephens como Otelo
- Oleg Pogodin como Desdêmona
- Heathcote Williams como Nick Greene
- Thom Hoffman como Guilherme 3.º
- Sarah Crowden como Maria 2.ª
- Billy Zane como Shelmerdine